# Westliche Xia-Dynastie

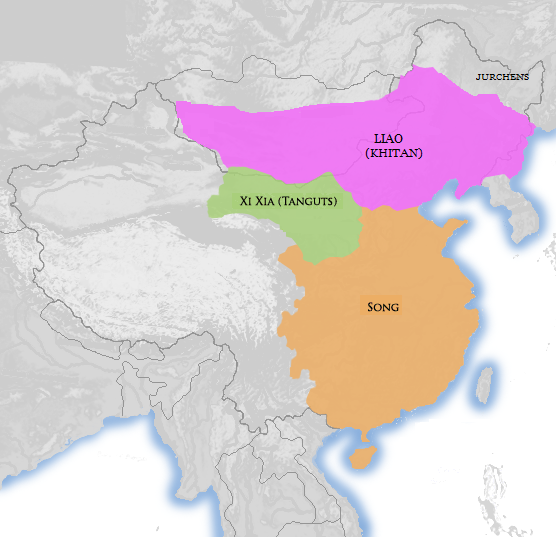
Das Reich der Westlichen Xia im Jahr 1111

Das Reich der Westlichen Xia-Dynastie oder Xi Xia (chinesisch 西夏, Pinyin Xī Xià; tangutisch: Mi-Nyak) wurde 1038 von den Tanguten auf dem Gebiet der heutigen chinesischen Provinz Gansu und des heutigen Autonomen Gebiets Ningxia, mit Zentrum bei Yinchuan, gegründet.
Es handelte sich um einen Vielvölkerstaat Chinas, mehrheitlich bewohnt von Tanguten, aber auch Uiguren, Han-Chinesen, Mongolen und Tibetern. Die Führungsspitze des Staates bildeten Tanguten; Tibeter, Uiguren und Han-Chinesen waren aber in politischen Ämtern aktiv. Es gab in ihrem Staat entsprechend den geographischen Gegebenheiten sowohl Ackerbauern wie auch Karawanenhändler, Nomaden und Halbnomaden.
Das Tangutenreich war aufgrund der Schwäche der Song-Dynastie seit dem 11. Jahrhundert unabhängig, stand aber unter starkem Einfluss der chinesischen Kultur. Es vermittelte den Handel und Schmuggel entlang der Seidenstraße; Haupthandelspartner war dabei die Song-Dynastie. 1044 mussten sich die Song sogar zu Tributzahlungen (Seide, Silber, Tee) an die Tanguten verpflichten. Im Jahr 1226/1227 wurde der Staat Xi Xia von den Mongolen vernichtet.

## Geschichte der Westlichen Xia

### Anfänge
Die Anfänge der Tanguten lagen im 7. Jahrhundert im Bezirk Xiazhou, einer Region an der Großen Mauer südlich des Ordos-Plateau. Damals dominierten dort noch die Tibeter, die 680 in Konkurrenz zu den Tang die gesamte Region absorbierten. Noch hundert Jahre später, 786, verzeichnet man eine Invasion der Tibeter in Xiazhou. Neben den Tibetern hatten die Tanguten noch die Uiguren, die Tuyuhun, die Shatuo und die Han-Chinesen als Nachbarn.

### Der Aufstieg der Li-Sippe
Das Herrscherhaus leitete sich von einem Nachfahren der Tabgatsch ab, d. h. einem gewissen Tuoba Sigong 拓跋思恭, auch Li Sigong 李思恭, († 895) und den Nachkommen seiner Brüder. In der Zeit der Fünf Dynastien und Zehn Reiche zerfiel China in kurzlebige Dynastien und lokale Separatstaaten. Die größere Eigenständigkeit der Tanguten begann mit Li Renfu (reg. 909–933), der 909 eine Invasion der Shatuo aufhielt und sich sicherheitshalber der Späteren Liang-Dynastie unterwarf. Sein Sohn Li Yichao (reg. 933–935) behauptete sich gegen eine erneute militärische Einmischung der Shatuo, die als Spätere-Tang-Dynastie 923–936 Nordchina beherrschten. Auf Li Yichao folgte sein Bruder Li Yiyin (reg. 935–967), der 943 eine Rebellion seiner Verwandten überstand und in seiner langen und vorsichtigen Regierung mit chinesischen Ehrentiteln überhäuft wurde. Zu dieser Zeit bildete der Pferdeverkauf in die innerchinesischen Gebiete die wesentliche Wohlstandsgrundlage.

### Neugründung
Der Umschwung begann mit dem Aufstieg der Song-Dynastie (960–1279), der mit einem Nachfolgeproblem bei den Tanguten (981/82) zusammenfiel. Der Sohn Li Guangruis (reg. 967–978) war minderjährig; es regierte sein Onkel Li Jibeng für ihn, der 982 zur Reise an den Kaiserhof in Kaifeng gezwungen wurde.
Gegen die Einmischung der Song erhob sich jedoch ein entfernter Cousin, der Abenteurer Li Jiqian (*963; † 1004), der rechtzeitig vor ihnen floh und sie mittels diverser Attacken verbündeter Clans schließlich Stück um Stück zurückdrängte. Wesentlich dabei war, dass die Song-Dynastie auf Handelsbeschränkungen (Pferde, Metall, Salz) an der Grenze setzte, was die Clans verärgerte und Li Jiqian Zulauf verschaffte. 994 verlor er zwar Xiazhou an die Song, konnte aber im März 1002 die westlicher gelegene Stadt Lingzhou (靈州) (heute Lingwu im Autonomen Gebiet Ningxia) erobern, was die Song schließlich vom fait accompli überzeugte und zum Frieden führte. Lingzhou wurde unter diversen Namen neue Hauptstadt.

### Die ersten Tangutenkaiser
Li Jiqian 李繼遷 (*963; † 1004) gilt im Nachhinein als Dynastiegründer, als Taizu 太祖. Er war aber zunächst nur den Liao nachgeordnet, denen er sich 986 unterworfen hatte (Heiratsallianz 989). Im Jahr 1003 versuchte er die Stadt Liangzhou (凉州) (heute Wuwei in der Provinz Gansu) anzugreifen, die von P’an-lo-chih († 1004), dem Chef der tibetischen Liu-ku und Che-lung kontrolliert wurde. Aber die Tibeter traten für ihren Verbündeten ein und brachten Li Jiqian Anfang 1004 um Sieg und Leben.
Ihm folgte sein Sohn Li Deming 李德明 (*989, reg. 1004–1032). Dieser Herrscher ging gegen die Uiguren, speziell die Uiguren in Ganzhou vor, was er nach mehreren erfolglosen Feldzügen 1028 einverleiben konnte. Die Liangzhou-Tibeter vertrieben 1015 seine Armee, die Liangzhou nur kurzzeitig besetzen konnte. Aber die Wirtschaft der Tanguten belebte sich, 1007 ließen die Chinesen wieder einen Handels-Markt zu, 1026 wurden auch private Märkte in den Grenzprovinzen erlaubt. Nur beim Salzhandel hatte man wenig Chancen.
Der dritte Herrscher war Li Yuanhao 李元昊 (reg. 1032–1048), welcher das Tangutenreich zum vorläufigen Machthöhepunkt führte. Der stolze und ehrgeizige Sohn Li Demings konnte im Winter 1032 schließlich Liangzhou erobern. Danach ging er 1035/36 erfolglos gegen die Tibeter (Chin-tang- bzw. Tsung-ko-Tibeter) vor und erklärte 1038 die Gründung der Westlichen Xia-Dynastie als eigenständigen Staat.
In seiner Jugend hatte Li Yuanhao buddhistische Texte zu verschiedenen Themen studiert, was sich nun in vielen Reformvorhaben niederschlug. Eines davon war die Entwicklung einer tangutischen Schrift durch den Gelehrten Yeli Renrong 野利仁榮 gegen 1036. Ein weiteres die Disziplinierung der 150.000 bis 300.000 Mann zählenden und bis dato recht dezentral (d. h. nach dem Gutdünken der Clanchefs) organisierten Armee durch mehrere Vorschriften. Die militärische Verwaltung wurde in zwölf Distrikte gegliedert.
Schließlich legte sich Li Yuanhao mit Song-China an, als er im diplomatischen Verkehr eine Gleichstellung mit dem Liao-Kaiser forderte und 1038 seine eigene Dynastie ausrief. Der Song-Kaiser wollte ihm aber nur den Titel chu zugestehen, der zwar mehr als wang, aber weniger als huangdi war. Die Tanguten siegten im Krieg 1039–1044 zwar in drei größeren Schlachten, erschöpften aber ihre Kräfte, zumal auch die Liao gegen sie standen. Schließlich gab sich Li Yuanhao in dem 1044 mit dem Vertreter der Song, Fan Zhongyan, ausgehandelten Vertrag mit dem Titel chu zufrieden, erhielt aber relativ hohe Tributzahlungen an Seide, Silber und Tee.
Li Yuanhao wurde im Zusammenhang mit Familienstreitigkeiten (Degradierung der ersten Kaiserin aus der Yeli-Sippe und ungeklärte Nachfolgefrage) ermordet. Er hatte keinen gleichwertigen Nachfolger, und der Staat stagnierte.

### Untergang
Der Aufstieg des Jin-Reiches der Jurchen brachte die Tanguten in Schwierigkeiten und schnitt sie vom einträglichen Handel mit vielen anderen Gebieten Chinas ab. Gleichwohl kontrollierten sie noch einen bedeutenden Abschnitt der Seidenstraße und stellten damit ein lohnendes Ziel für die Mongolen Dschingis Khans dar, der Li Anquan 李安全 (reg. 1206–1211) nach erfolgloser Belagerung seiner Hauptstadt 1209/10 einen schweren Tributfrieden und Heeresfolge auferlegte.
Die Tribute waren offenbar zu hoch, denn es gab einen großen Mangel an Kamelen, was Handel und Wirtschaft schädigte. Im Jahr 1226/27 rebellierten die Tanguten unter dem langjährigen Kanzler Asagambu, aber die kriegserprobten Mongolen unter ihrem damals schon todkranken Reichsgründer blieben in offener Feldschlacht auf dem vereisten Gelben Fluss siegreich, eroberten sämtliche Städte und massakrierten die Einwohner. Der letzte Tangutenherrscher wurde sofort nach der Kapitulation der Hauptstadt hingerichtet.

## Herrscher der Westlichen Xia
| Tempelname     | Posthumer Name  | Persönlicher Name   | Regierungszeit | Regierungsdevise(n)                                    |
| -------------- | --------------- | ------------------- | -------------- | ------------------------------------------------------ |
| Tàizǔ 太祖     | Xiàoguāng 孝光  | Lǐ Jìqiān 李繼遷    | 991–1004       |                                                        |
| Tàizōng 太宗   | Guāngshèng 光聖 | Lǐ Démíng 李德明    | 1005–1031      |                                                        |
| Jingzong       | Wǔliè 武烈      | Lǐ Yuánhào 李元昊   | 1032–1048      | 显道, 开运, 广运, 大庆, 天授礼法延祚                   |
| Yìzōng 毅宗    | Zhāoyīng 昭英   | Lǐ Liàngzuò 李谅祚  | 1048–1067      | 延嗣宁国, 天祐垂圣, 福圣承道, 奲都, 拱化               |
| Huìzōng 惠宗   | Kāngjìng 康靖   | Lǐ Bǐngcháng 李秉常 | 1067–1086      | 乾道, 天赐礼盛国庆, 大安, 天安礼定                     |
| Chóngzōng崇宗  | Shèngwén 圣文   | Lǐ Qiánshùn 李乾顺  | 1086–1139      | 天仪治平, 天祐民安, 永安, 贞观, 雍宁, 元德, 正德, 大德 |
| Rénzōng 仁宗   | Shèngzǔ 圣祖    | Lǐ Rénxiào 李仁孝   | 1139–1193      | 大庆, 人庆, 天盛, 乾祐                                 |
| Huánzōng 桓宗  | Zhāojiǎn 昭简   | Lǐ Chúnyòu 李纯祐   | 1193–1206      | 天庆                                                   |
| Xiāngzōng 襄宗 | Jìngmù 敬穆     | Lǐ Ānquán 李安全    | 1206–1211      | 应天, 皇建                                             |
| Shénzōng 神宗  | Yīngwén 英文    | Lǐ Zūnxū 李遵顼     | 1211–1223      | 光定                                                   |
| Xiànzōng 献宗  |                 | Lǐ Déwàng 李德旺    | 1223–1226      | 乾定                                                   |
| —              |                 | Lǐ Xiàn 李睍        | 1226–1227      | 宝义                                                   |